# Ole Steffes
Ole Steffes (* 28. November 1959 in Köln) ist ein deutscher Bankkaufmann und war Politiker. Er war Bundesvorsitzender der Partei Bündnis C – Christen für Deutschland.
Steffes ist Bankkaufmann und war Vorstandsmitglied der Volksbank-Raiffeisenbank Glauchau. Davor war bei anderen Banken wie Sparkasse und Dresdner Bank tätig.
1990 trat er in die Partei Bibeltreuer Christen (PBC) ein und war langjähriges Mitglied in verschiedenen Gebietsvorständen. Nach mehrjähriger Tätigkeit als Bundesschatzmeister übernahm er 2007 den Bundesvorsitz von Walter Weiblen, der nach einem längeren parteiinternen Richtungsstreit die PBC verließ, um die AUF-Partei zu gründen. 2015 fusionierten AUF und PBC zu Bündnis C – Christen für Deutschland und wählten Ole Steffes neben Karin Heepen zum Bundesvorsitzenden der neuen Partei. 2016 übernahm Karin Heepen und Ole Steffes zog sich aus der Vorstandsarbeit zurück.
Ole Steffes ist verheiratet, hat zwei Kinder, lebt in Meerane und engagiert sich in der evangelischen Landeskirche.